# Luis San Román Gomendio
Luis San Román Gomendio (Madrid, 1986-2011) fue un joven director de cine español.
Nacido en Madrid en 1986, estudió en el liberal Colegio Estudio, donde se graduó en 2004. Desde muy joven se dedicó al mundo del cine con notable éxito, pues tras diversos trabajos en proyectos muy reconocidos (Lo que sé de Lola) de Javier Rebollo en 2005, Su majestad Minor de Jean-Jacques Annaud en 2006, entre otras), estrenó en 2009 su primer cortometraje proyectado en cine, El Padre, por cuyas precisión técnica y profundidad argumental fue desde el inicio muy bien acogido. Fueron asimismo muy reconocidos otros de sus principales cortometrajes como Alegoría o Miedo. Luis San Román fue ganador en 2006 del Premio Dirección - Premio del Público Galileo-Galilei.
Como parte de su formación profesional Luis San Román acudió a Metrópolis para hacer cursos de “Guion para Cine y TV” en 2004, “Cine / Vídeo 1” en 2005, “Dirección de Cine en 16mm” en 2006. También en 2005 acude al Escorial a realizar un curso de la UCM “Cine en el Siglo XXI“. En 2006 realiza en el Instituto del Cine de Madrid (NIC) el “2º Curso de Dirección Cinematográfica” En 2007 en la Fundación Autor lleva a cabo un Taller de Financiación y Distribución de cortometrajes.
La cardiopatía que finalmente acabó con su vida nunca fue impedimento para su fructífera y precoz actividad profesional, que comenzó en 2003 marcada por colaboraciones, guiones y numerosos cortometrajes donde se denota una evolución de su técnica como guionista y director desde la claridad argumental de su primer cortometraje “Todo” (2003) pasando por fases dadaístas y surrealistas como observamos en “Calle Street, 4529” (2004) Su esfuerzo de superación profesional se ve premiado con “Invertid@” (2008) proyecto que establece un rasgo reconocible en la mayoría de sus obras, donde siempre jugará con una trama argumental que con un brusco giro final, cautiva al espectador y su interpretación de los mismos como en el “El Padre” (2009) o en su último guion del largometraje “Tres” (2010)
Falleció prematuramente en Madrid el 6 de septiembre de 2011, debido a una cardiopatía, a la edad de 25 años. Estaba preparando un primer largometraje.

## Trayectoria Profesional
LARGOMETRAJES
- 2010 (guionista) Tres ⁴
- 2009 (guionista) El hermano ⁵
- 2007 (Meritorio cámara) Los años desnudos, de Dunia Ayaso y Félix Sabroso
- 2006 (Video-Assist) Su majestad Minor, de Jean-Jacques Annaud
- 2006 (Video-Assist) Lo que sé de Lola, de Javier Rebollo

CORTOMETRAJES
	- Super16
- 2008 (Coproductor/Productor ejecutivo/Director de producción) “Lobos”, de Craig Macneill
- 2006 (Director de producción) “Li”, de David Casas Riesco
- 2005 (Director / Director de producción) “Culpables e inocentes”
- 2005 (Director de producción) “La dobladora”, de Andrea Ñañez

	- HD o Red One
- 2009 (Guionista/Productor/Director) “El Padre”
- 2008 (Ayudante de dirección) “Jesusito de mi vida”, de Jesús Pérez-Miranda
- 2008 (Ayudante de dirección) “Fuera de lugar”, de Charo Fuentenebro
- 2008 (Ayudante de dirección) “El Señor X”, de Julio Soto

	- HDV
- 2008 (Director / Guionista / Productor) “En la piscina”
- 2007 (Director / Guionista / Productor) “Invertid@”
- 2007 (Ayudante de dirección) “Foxy Lady”

VIDEO-CLIPS
- 2008 (Ayudante de dirección) Doctor Pitangú
- 2008 (Ayudante de dirección) Merche

OTROS
- 2008-2009 Crítico de cine en Cauro Media (radio y diarios digitales)
- 2007-2010 Locutor en el programa de contenido cinéfilo “El Proyector” Pozuelo Radio
- 2008 Jurado de cortometrajes de Animación Festival de Zaragoza
- 2007 Profesor del taller infantil “Creación y montaje audiovisual” Colegio ESTUDIO
- 2007 Ayudante en la filmación de corporativos para Quimera Digital
- 2006 Auxiliar de Producción en la postproducción del largometraje Lo que sé de Lola
- 2003-2006 (Director, ayudante, guionista, productor, director de producción y/o montador de una decena de cortometrajes en MiniDV) como 	“Todo” (2003) “Calle Street, 4529” (2004)

SECCIONES OFICIALES DE FESTIVALES A DESTACAR
- 2009 Festival Internacional de Bolivia por “El padre”
- 2009 II Festival International du Court Métrage EL SUR-Paris por “El padre”
- 2009 Festival Internacional de Zagreb por “Lobos”, de Craig Macneill
- 2009 Festival Internacional de Boston por “Lobos”, de Craig Macneill
- 2008 36º Festival Internacional de Cine del Algarve (Portugal) por “Invertid@”
- 2007 Festival Internacional de Verona (Italia) por “Li”, de David Casas Riesco
- 2007 Festival de Cine Infantil y Juvenil de Quito (Ecuador) por “Li”, de David Casas Riesco
- 2007 Festival “Dafne” de Villaviciosa de Odón por “Li”, de David Casas Riesco
- 2007 Festival “Dunas” de Fuerteventura por “Li”, de David Casas Riesco

(⁴) El guion de “Tres” iba a ser su primer largometraje como director y guionista que no se llegó a producir por el debilitamiento de su estado de salud.
(⁵) El guion de “El hermano” recibió la ayuda del ICAA a Proyecto de Guion en 2008, con el nombre de “Martín y nosotros”.